# 이영유 (만화가)
이영유(1977년 4월 11일~)는 대한민국의 만화가이다.
1998년에 《붕어빵 반죽에 관한 짧은 명상》라는 작품을 통해 데뷔했다.